# Дівчата не плачуть
Дівчата не плачуть (порт. Meninas Não Choram) ― бразильський сімейний драматичний фільм режисерки Вівіанни Джунді 2024 року. Ремейк нідерландського фільму 2012 року «Хороші діти не плачуть», який був знятий на основі книги Жака Врінса «Восьмикласники не плачуть», 1999 року, заснованій на реальних подіях.

## Сюжет
Фільм розповідає про 16–річну Піпу (Летісія Брага), яка любить своїх друзів, батьків, свою молодшу сестру та грає з дівчатами у футбол. У неї невелика ворожнеча з Хейтором, хлопцем, який вважає, що дівчата не вміють грати у футбол.
Після одного з матчів вона приходить додому, у неї йде невелика кровотеча з носа. Невдовзі його мати записується на прийом до лікаря, і родина отримує не дуже радісну новину. У Піпи діагностували лейкемію.
Потім підліток повинен зіткнутися з новими викликами та новою подорожжю, зіткнутися з новим лікуванням та його наслідками, такими як втрата волосся. На щастя, Піпа знаходить нових друзів у лікарні, завжди маючи підтримку батьків, молодшої сестри та друзів, у тому числі Хейтора, який шкодує про свій вчинок. Зрештою Піпа задокументувала свою історію в Інтернеті, щоб також надихнути інших підлітків, які переживають таку ж ситуацію.

## Розробка
Зйомки фільму розпочалися 11 листопада 2021 року. Прем'єра спочатку була запланована на 2022 рік. 30 квітня 2024 року стрічка вийшла у прокат в Бразилії, зокрема на стрімінговому сервісі Netflix. 14 травня 2024 року стало відомо, що акторці Летісії Бразі, яка грає Піпу спеціально обрізали волосся.

## Акторський склад
| Актор                 | Роль                    |
| --------------------- | ----------------------- |
| Летісія Брага         | Філіпа «Піпа» Діас      |
| Алана Кабрал          | Алана                   |
| Кауа Мартінс          | Хейтор                  |
| Дуда Матте            | Бека                    |
| Педро Міранда         | Туко                    |
| Марджорі Кейрос       | Ізабель Діас            |
| Еміліо Орчіолло Нетто | Серхіо Діас             |
| Джузеппе Орістаніо    | Доктор «Бігоде» Фрейтас |
| Фернанда Родрігес     | Рената Діас             |
| Еліза Люсінда         | Директор                |
| Аманда Ріхтер         | проф. Флора             |
| Джуліана Лучі         | Монітора                |
| Жан Мішель            | Рафа                    |
| Але Олівейра          | Валерія                 |
| Ізабель Герон         | Габріела                |
| Рафа Зіг              | Роберто                 |
| Рікардо Мартінс       | проф. Celso             |
| Джоана Сейбель        | Мати Беки               |
| Летісія Сантьяго      | гравець                 |

## Критика та сприйняття
На сайті IMDb станом на вересень 2024 року фільм має рейтинг 7,2/10. Картина зайняла 4 місце в рейтингу найпопулярніших фільмів на платформі Netflix.
Фільм отримав в більшості позитивні відгуки кінокритиків і глядачів.
Бразильське видання Folha bv вказало, що фільм має на меті надихнути інших людей через повідомлення про подолання труднощів і боротьбу з ними. Видання Flixlandia зазначило, що фільм виділяється своєю здатністю зобразити міжособистісні стосунки. Сайт Fala Você Notícias відзначив передачу у фільмі потужне повідомлення про те, як важливо сміливо та стійко протистояти біді. А сайт Papo de Cinemateca вказав, що фільм містить зрілий підхід і добрі роздуми про життя і смерть, з простою мовою, орієнтованою на підліткову аудиторію.
Видання Sou ilhabela написало, що дитина, переглянувши фільм може змінити свою поведінку у «дуже гуманний спосіб».